# 艾德·胡錫克
艾德翰·努爾丁·胡錫克（Edham Nurredin Husic，簡称Ed Husic，1970年2月3日—），是澳大利亚澳大利亞工黨政治人物，也是澳大利亚众议院议员，在2010年澳大利亚联邦大选中當選議員，他的選區位於奇夫利。他是首位當選澳大利亞聯邦議會議員的穆斯林。2022年澳洲聯邦大選後，工黨勝出，他加入艾巴尼斯內閣並被委任為工業與科學部長，成為澳大利亚歷來首次入閣的伊斯蘭教徒。